# 彼得·奥唐奈
彼得·奥唐奈（英語：Peter O'Donnell，1939年2月28日—2008年1月9日），澳大利亚男子帆船运动员。他曾代表澳大利亚参加1964年夏季奥林匹克运动会帆船比赛，联同比尔·诺瑟姆和迪克·萨金特获得一枚金牌。